# Morten Wagner
Morten Oliver Nicolai Wagner (født i 1972 i Viborg) er en dansk iværksætter. 
Han startede i 1998 Dating.dk sammen med to venner, Peter Johan Sønderby-Wagner og Henrik Back.
Siden er Freeway koncernen vokset med mange af de største danske sociale netværk, herunder Arto.dk, Virtual Manager, Trendsales, spigo.dk og DKBN. I alt er Freeway involveret i lidt over 20 forskellige sider og vokser hurtigt. Morten bor i Schweiz og arbejder med internationaliseringen af Freeway sites. I 2007 vandt Freeway juryens ærespris på New Media Days.

## Familie
Han er søn af den tidligere topadvokat Morten L. Wagner og bror til Mia Wagner.

## Bøger
- Datingkongen (2013) - selvbiografi skrevet i samarbejde med Anders Houmøller Thomsen